# Yacine Hamza
Yacine Hamza (* 18. April 1997 in Algier) ist ein algerischer Radrennfahrer.

## Sportlicher Werdegang
2014 nahm Hamza an der Course de la Paix Juniors teil, der Junioren-Version der Internationalen Friedensfahrt, konnte aber die erste Etappe nicht beenden. In den beiden ersten Jahren nach seiner Juniorenzeit erzielte er mit dem Gewinn einer Silbermedaille bei den Afrika-Meisterschaften im Bahnradsport 2016 sowie als algerischer U23-Meister im Straßenrennen erste Achtungserfolge.
Ab 2018 gewann Hamza regelmäßig Etappen in Rennen der UCI Africa Tour, wobei er sich als Sprinter einen Namen machte. Die Corona-Pandemie unterbrach seine Karriere für ein Jahr. Einen Durchbruch erlebte er 2023, als er nicht weniger als 15 Etappensiege bei UCI-Rennen in Afrika und Arabien erzielte, dazu den Gesamtsieg beim Grand Prix Chantal Biya, und bei den Panarabischen Spielen das Straßenrennen gewann. Mit dem zweiten Platz bei den Afrika-Meisterschaften im Straßenradsport 2023 sicherte er seinem Land zudem einen Platz im olympischen Straßenrennen 2024. Er beendete die Saison auf Platz fünf der UCI-Afrika-Rangliste. Zum Jahresabschluss gewann er bei den Arabischen Meisterschaften Gold im Straßenrennen sowie beim Keirin auf der Bahn. 2024 und 2025 setzte er diese Erfolge fort. In der Algerien-Rundfahrt 2025 gewann er sieben von zehn Etappen und wurde zweimal Zweiter; da es für Etappensiege keine Zeitgutschriften gab, musste er den Gesamtsieg dennoch seinem Teamkameraden Hamza Amari überlassen, der eine Etappe aus einer Ausreißergruppe gewonnen hatte.
Hamza vertrat Algerien regelmäßig bei Afrikameisterschaften und Straßenradsport-Weltmeisterschaften sowie im olympischen Straßenrennen 2024. Bei den nationalen Straßen-Meisterschaften stand er in der Elite zweimal auf dem Podium, konnte aber noch nicht gewinnen.

## Erfolge

### Straße
2016
Nachwuchswertung Tour International de Constantine
2017
 Algerischer Meister – Straßenrennen (U23)
2018
eine Etappe und Nachwuchswertung Grand Prix international de la ville d’Alger
eine Etappe und Nachwuchswertung Tour d’Algérie
eine Etappe Tour International de la Wilaya d’Oran
2019
eine Etappe Grand Prix Chantal Biya
2021
eine Etappe Tour of Mevlana
eine Etappe und Punktewertung Tour du Faso
2022
Grand Prix Tomarza
2023
 Panarabische Spiele – Straßenrennen
 Arabische Meisterschaften – Straßenrennen
 Afrikameisterschaften – Straßenrennen
eine Etappe Tour of Sharjah
vier Etappen und Punktewertung Tour d’Algérie
drei Etappen Tour du Bénin
drei Etappen und Punktewertung Tour du Cameroun
zwei Etappen und Punktewertung Tour of Salalah
Gesamtwertung und zwei Etappen und Punktewertung Grand Prix Chantal Biya
2024
eine Etappe Tour du Bénin
vier Etappen und Punktewertung Tour d’Algérie
zwei Etappen Tour of Salalah
eine Etappe und Bergwertung Grand Prix Chantal Biya
2025
sieben Etappen und Punktewertung Tour d’Algérie
Grand Prix de la Ville d’Alger
 Algerischer Meister – Straßenrennen

### Bahn
2016
 Afrikameisterschaften – Teamsprint (mit Abdelbasset Hannachi und El Khacib Sasanne)
2021
 Afrikameisterschaften – Mannschaftsverfolgung (mit Yacine Chalel, Lotfi Tchambaz und Youcef Reguigui)
 Afrikameisterschaften – Zeitfahren, Teamsprint (mit Oussama Cheblaoui und Nassim Saidi)
2023
 Arabische Meisterschaften – Keirin
 Arabische Meisterschaften – Sprint, Mannschaftsverfolgung (mit Mohamed-Nadjib Assal, Lotfi Tchambaz und El Khacib Sassane)
 Arabische Meisterschaften – Teamsprint (mit Mohamed-Nadjib Assal und El Khacib Sassane)
2025
 Afrikameisterschaften – Teamsprint (mit Mohamed-Nadjib Assal und Anes Riahi)